# 1624
Évszázadok: 16. század – 17. század – 18. század
Évtizedek: 1570-es évek – 1580-as évek – 1590-es évek – 1600-as évek – 1610-es évek – 1620-as évek – 1630-as évek – 1640-es évek – 1650-es évek – 1660-as évek – 1670-es évek
Évek: 1619 – 1620 – 1621 – 1622 –  1623 – 1624 – 1625 – 1626 – 1627 – 1628 – 1629

## Események

### Határozott dátumú események
- május 8. – Bethlen Gábor erdélyi fejedelem és II. Ferdinánd magyar király biztosai – a nikolsburgi pontok némi módosításával – megkötik a bécsi békét.[1] (Bethlen lemondani kényszerül sziléziai birtokairól.)[2]
- augusztus 13. –  XIII. Lajos francia király a királyi tanács vezetőjévé nevezi ki Richelieu bíborost.[3]
- november 22.  – Bethlen Gábor tekintélyes főurak kérésére kiengedi Péchi Simont a börtönből.[4]
- november 24.  – VIII. Orbán pápa boldoggá avatja Francisco de Borját.[5]

### Határozatlan dátumú események
- farsangkor – Velencében bemutatják Claudio Monteverdi Il Combattimento di Tancredi e Clorinda (Tankréd és Klorinda párviadala) című operáját.[6]
- az év folyamán –
  - I. Abbász perzsa sah lerohanja az oszmán birodalom által uralt Mezopotámiát, Kurdisztánt.
  - A hollandok észak-amerikai gyarmatterületükön megalapítják Új-Amszterdamot.[7]

## Az év témái

### 1624 a tudományban
- augusztus 24. –  A Sorbonne-on vitát szerveznek Daniel Sennert atomelméletéről, de a vita elmarad, mert előző éjjel a szervezők egy részét letartóztatták, más részük elmenekült.[8]
- szeptember 4. – A párizsi bíróság halálbüntetés terhe mellett megtiltja a régi elfogadott szerzők kritikájának közzétételét a Sorbonne teológiai karának engedélye nélkül.[9]

## Születések
- január 9. – Meisó, japán császárnő az Edo-korban († 1696)
- január 15. – Rombout Verhulst, flamand szobrász († 1698)
- január 31. – Arnold Geulincx, flamand filozófus († 1669)
- június 15. – Hiob Ludolf, német orientalista († 1704)
- július – George Fox, prédikátor, a kvékerek felekezetének megalapítója († 1691)
- augusztus 22. – Jean Renaud de Segrais, francia költő és író († 1701)
- augusztus 25. – François d’Aix de La Chaise, francia jezsuita szerzetes, XIV. Lajos gyóntatója, a Père-Lachaise temető névadója († 1709)
- szeptember 10. – Thomas Sydenham, angol orvos († 1689)
- október 30. – Paul Pellisson, francia történész, író († 1693)

## Halálozások
- február 12. – George Heriot, skót aranyműves és filantróp (* 1563)
- február 13. – Stephen Gosson, angol szatirikus író (* 1554)
- február 17. – Juan de Mariana, spanyol jezsuita szerzetes, történész, skolasztikus filozófus (* 1536)
- november 10. – Henry Wriothesley, Southampton earlje, (* 1573)
- november 17. – Jakob Böhme, német keresztény misztikus, teológus (* 1575)
- december 5. – Gaspard Bauhin, svájci botanikus (* 1560)
- december 14. – Charles Howard, Nottingham earje, angol államférfi (* 1536)
- december 26. – Simon Marius, német csillagász (* 1573)